# Павлович-Барили, Милена
Милена Павлович-Барили (серб. Милена Павловић-Барили; 5 ноября 1909, Пожаревац, Сербия — 6 марта 1945, Нью-Йорк, штат Нью-Йорк, США) — сербская поэтесса и художница.

## Биография

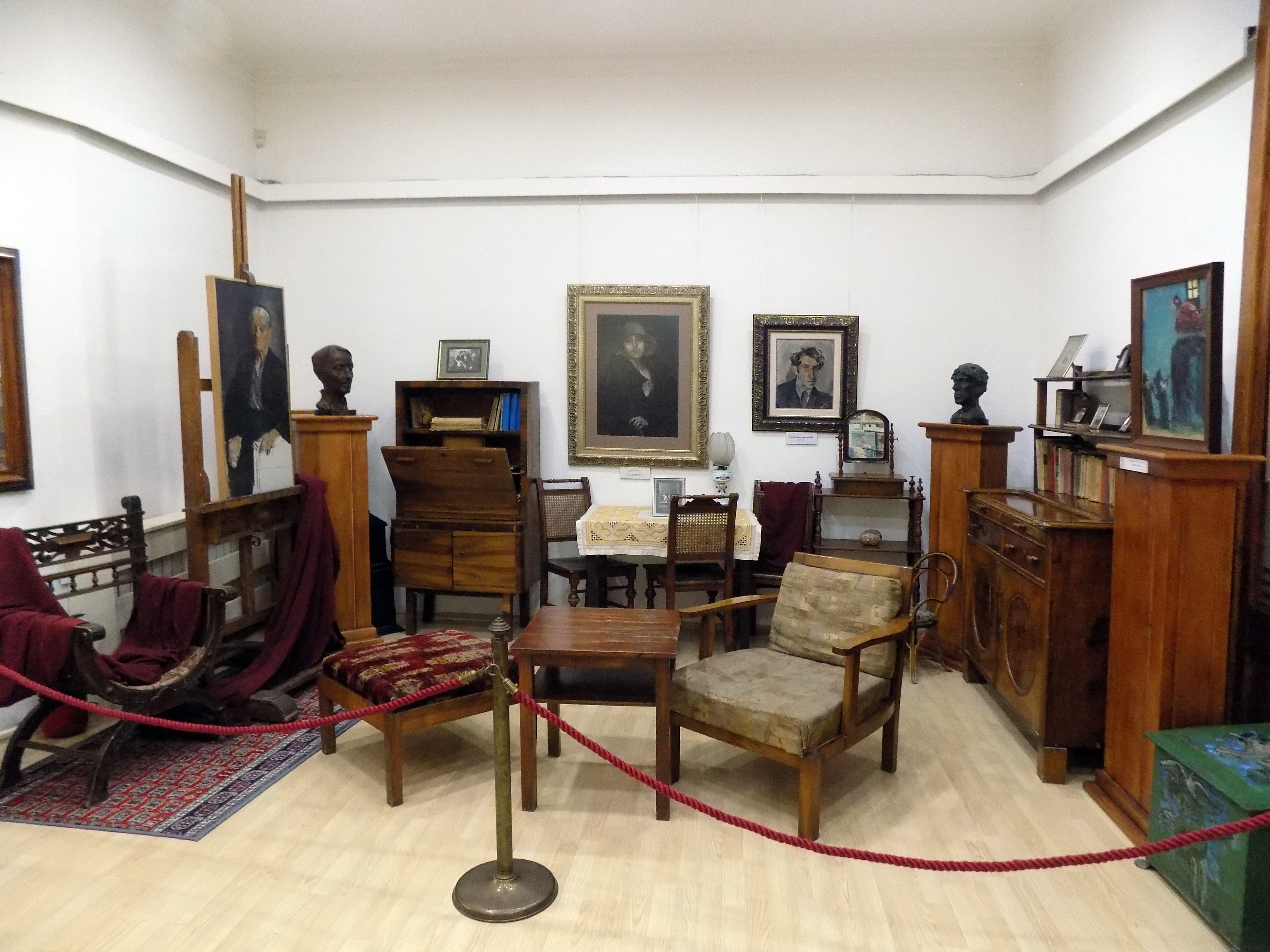
Мемориальная комната в Галерее Милена Павлович-Барили, которую её мать завещала Сербии

Милена Павлович-Барили родилась 5 ноября 1909 года в городе Пожаревац (Сербия). Её отец, Бруно Барилли, был композитором, музыкальным критиком и поэтом. Её мать, Даничи Павлович, происходила из династии Карагеоргиевичей и изучала искусство. В 1922—1926 годах Милена изучала искусство в Королевской школе искусств в Белграде, а в 1926—1928 годах — в Мюнхене.
В начале 1930-х годов Милена покинула Сербию. До начала Второй мировой войны она несколько раз ненадолго приезжала в Сербию. Большую часть же своего времени она проводила в Испании, Риме, Париже и Лондоне, где имела возможность общаться с Жаном Кокто и Андре Бретоном. Милена попала под влияние многих западных школ искусства и художников, в частности Джорджо де Кирико. После 1939 года Милена проживала в Нью-Йорке.
Милена умерла 6 марта 1945 года. Среди причин смерти назывались падение с лошади и сердечный приступ.

## Творчество
Тематика её работ разнообразна — это и портреты, и интерпретации библейских сюжетов. Среди мотивов — вуали, ангелы, статуи Венеры и арлекины. Многие её работы постоянно выставлены в Риме, Нью-Йорке, Белграде, а также в родном городе Пожареваце. Дом, в котором она родилась, был превращен в музей в 1962 году.

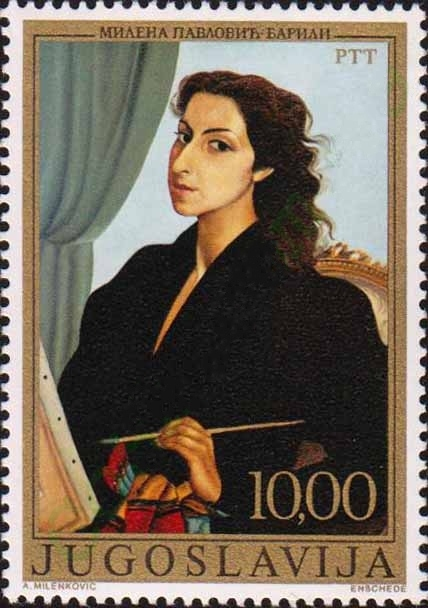
«Автопортрет», 1938
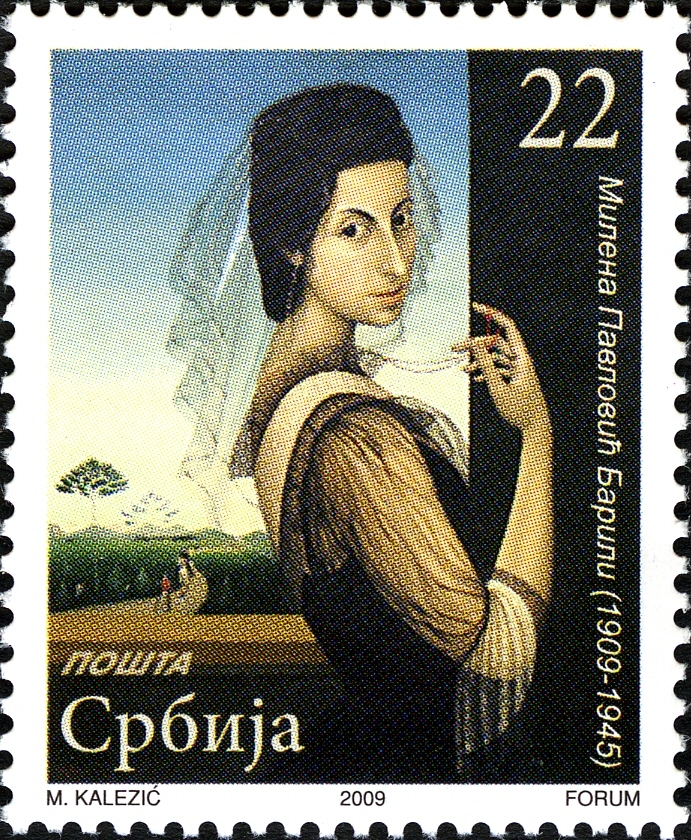
«Автопортрет», 1939
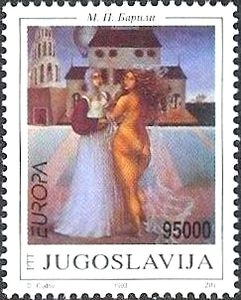
«Действие с зеркалом»
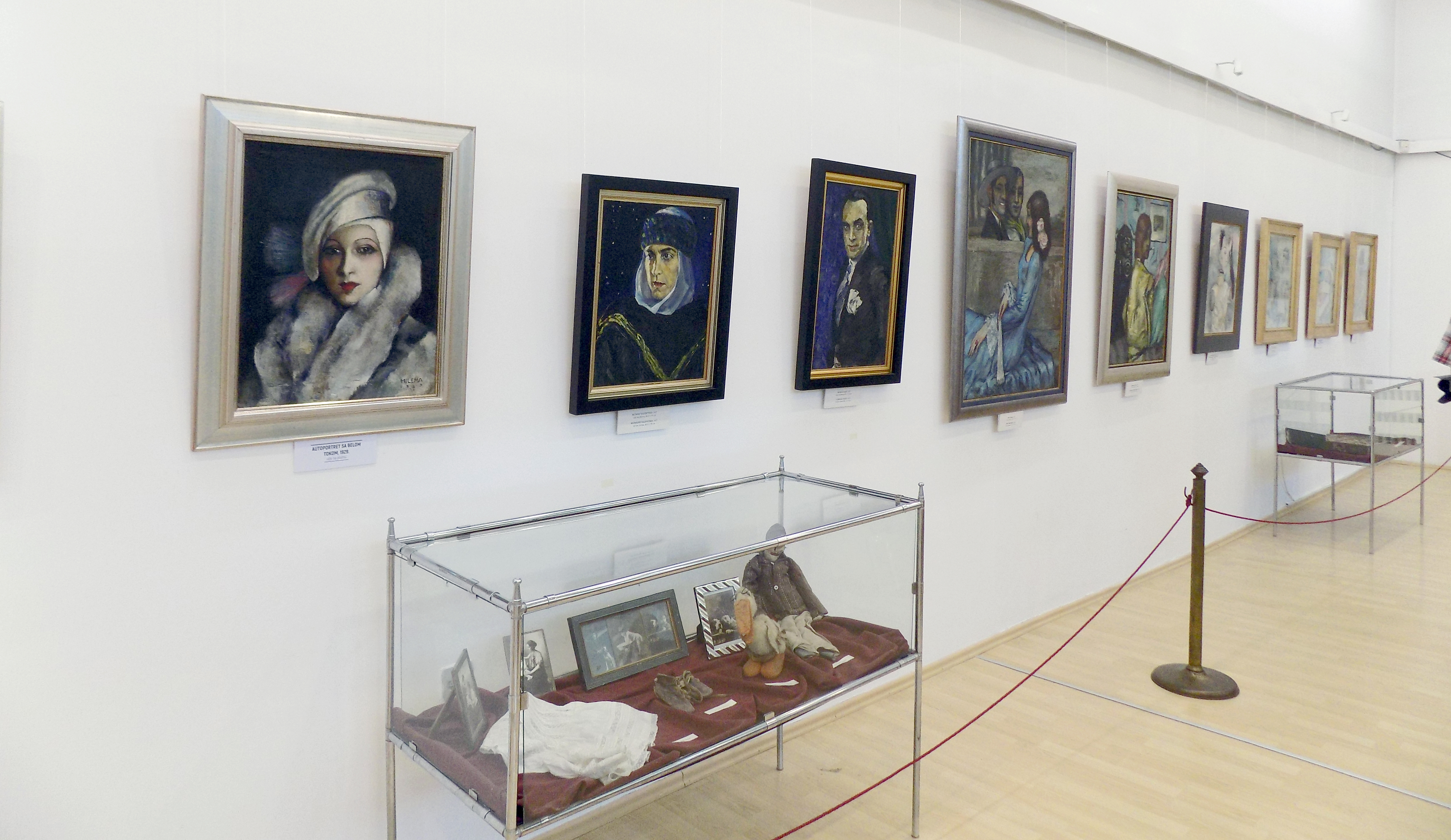
Выставочный зал в Галерее
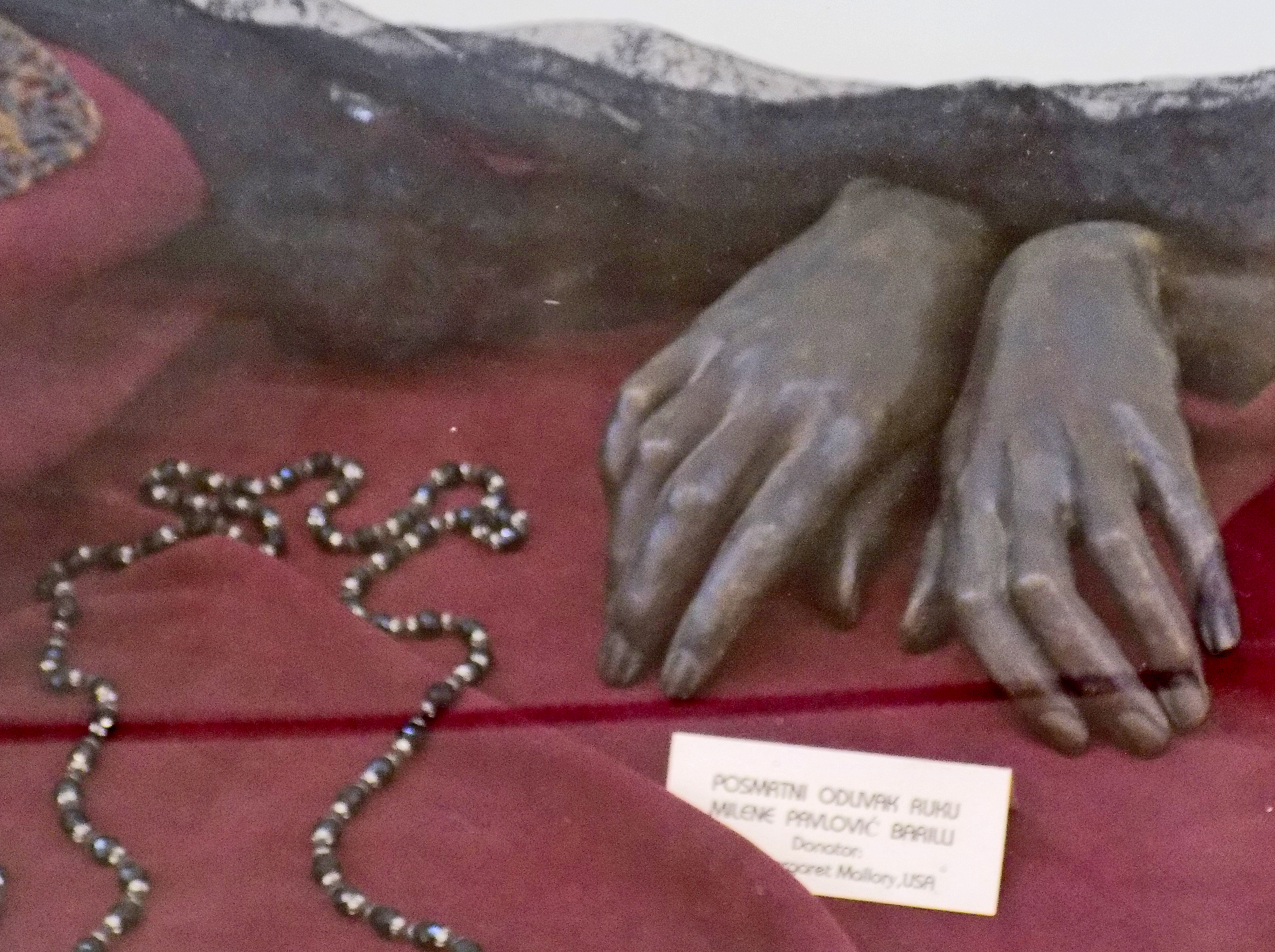
Посмертные слепки рук Милены
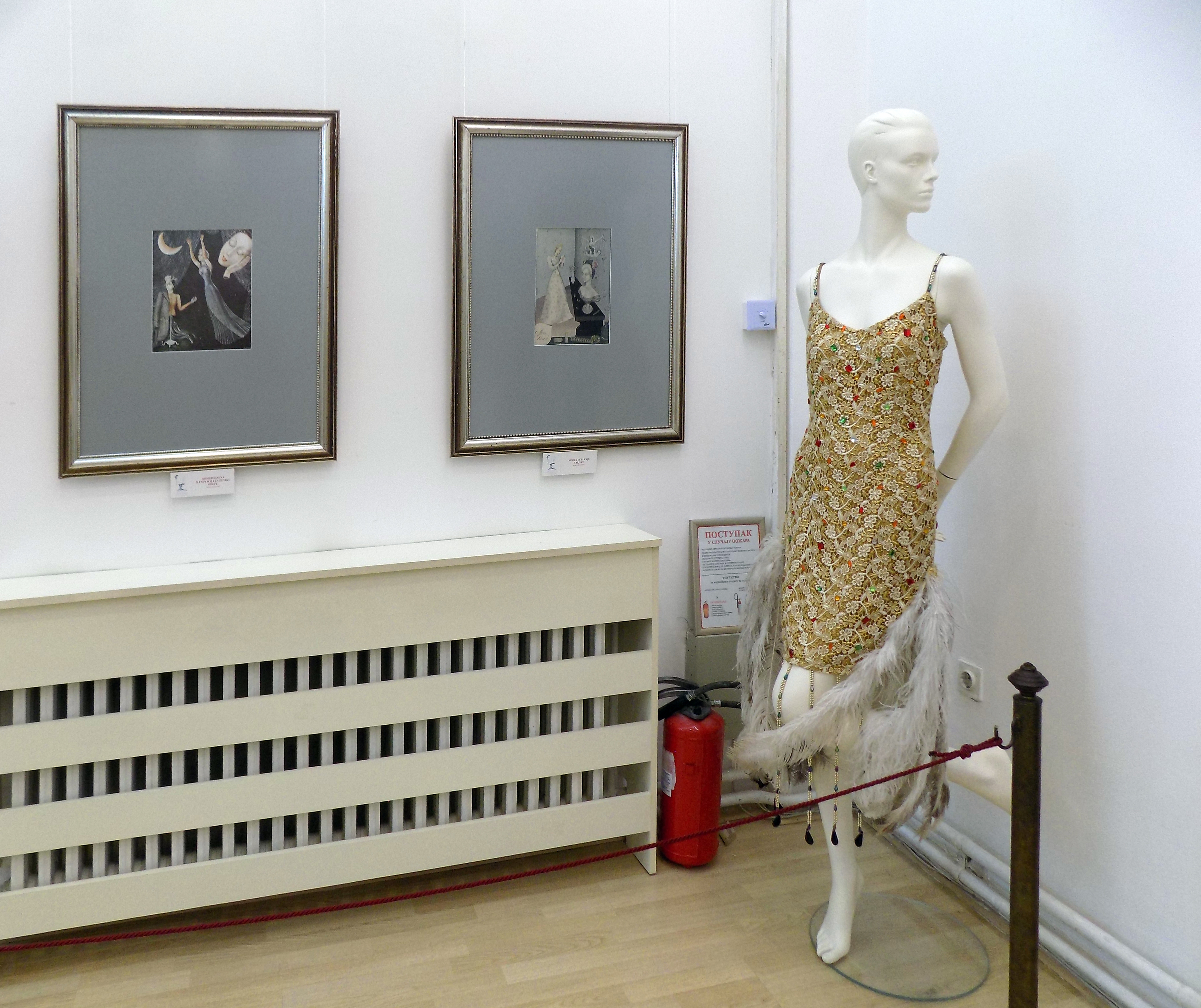
Первые полосы журнала "Vogue" и одно из платьев, созданных Миленой